# Червяков, Александр Николаевич
Александр Николаевич Червяков (4 августа 1931 — 26 мая 2019) — советский и российский хозяйственный деятель, генеральный директор Государственного Рязанского приборного завода (1985—2007), под его руководством завод начал выпускать радиолокационные системы, новые комплексы для боевых и транспортных вертолетов, медицинскую технику.

## Биография
Родился в д. Сидорово Касимовского района. После службы в армии окончил Касимовский индустриальный техникум (с отличием).
В 1959 г. на Рязанском приборном заводе: слесарь, мастер, начальник участка, начальник цеха. Окончил Всесоюзный Заочный Политехнический Институт по специальности «технология машиностроения, металлорежущие станки и инструменты».
С 1963 по 1971 г. освобождённый председатель профкома, с 1971 по 1985 г. заместитель начальника ОКБ, заместитель главного инженера, главный технолог. С 1985 по 2007 г. возглавлял Государственный Рязанский приборный завод. В 2007-2013 гг. директор по связям с общественностью.
Под его руководством завод освоил серийный выпуск бортовых радиолокационных станций «Барс» с электронным управлением лучом для многофункционального истребителя Су-30МКИ. Началась подготовка к серийному выпуску суперрадара для многофункционального истребителя Су-35.
Были начаты разработка и производство новых комплексов для боевых и транспортных вертолетов, велись НИИР  в сфере видеокомпьютерных технологий в области создания систем обработки видеоинформации для обзорно-прицельных оптико-электронных комплексов, нашлемных систем целеуказания и индикации, лазерных систем наведения управляемого высокоточного оружия.
Заслуженный машиностроитель РФ (1995). Награждён орденами «Знак Почёта», Почета (1998), Дружбы (2005), восемью медалями. За большой вклад в развитие отечественной авиационной промышленности и многолетний добросовестный труд объявлена благодарность Правительства Российской Федерации (2009).
Решением Рязанского городского Совета в августе 2000 г. присвоено звание «Почетный гражданин города Рязани».
Постановлением Губернатора Рязанской области в январе 2005 г. присвоено звание «Почетный гражданин Рязанской области».